# A Flock of Seagulls
A Flock of Seagulls é uma banda inglesa de new wave originalmente formada em 1979 em Liverpool, por Mike Score no vocal e teclados, seu irmão Ali Score na bateria e Frank Maudsley no baixo, com sua formação mais famosa, composta pelos irmãos Score, Maudsley, e pelo guitarrista Paul Reynolds.
Foi uma das bandas mais influentes dos anos de 1980, principalmente pelo seu estilo musical único por conta do trabalho de guitarra de Reynolds, o grupo também definiu muito do que é hoje a dance music, o pop contemporâneo e a música eletrônica dos dias atuais.
O grupo teve uma série de singles de destaque, incluindo "I Ran (So Far Away)" (1982), "Space Age Love Song" (1982), "Wishing (If I Had a Photograph of You)" (1982) e "The More You Live, The More You Love" (1984). Eles se tornaram famosos na década de 1980 pelo videoclipe de "I Ran (So Far Away)", que foi exibido na MTV durante a Segunda Invasão Britânica. A banda ganhou um Grammy Award em 1983 pela canção "D.N.A."
Em 2018 os membros da formação original se reuniram para gravar um álbum novo com a Orquestra Filarmônica de Praga intitulado Ascension.
Já em 2021 a banda anunciou um novo álbum que continua com as produções orquestrais de seu antecessor, o álbum intitulado de String Theory será lançado em plataformas digitais em 20 de agosto de 2021; além disso, em entrevista o vocalista Mike Score afirmou que está trabalhando tanto em um álbum solo quanto em um futuro novo álbum da banda.

## História

### 1979 – 1982: Formação e álbum de estreia
A Flock of Seagulls foi formado por Mike Score em 1979 em Liverpool. O nome da banda foi tirado da música "Toiler on the Sea", do The Stranglers, e do livro Fernão Capelo Gaivota de Richard Bach (de acordo com Mike Score). A formação inaugural da banda contou com Mike, que anteriormente era cabeleireiro e foi baixista da banda de pós-punk Tontrix,  ele assim que saiu da banda, comprou um sintetizador MS-10 de segunda mão, e convidou seu amigo Frank Maudsley para tocar baixo e seu irmão Ali para tocar bateira, nem Ali, nem Frank nunca haviam tocado bateria e nem baixo. Depois de testarem seis guitarristas, Willie Woo entrou como guitarrista e trouxe Mark Edmondson para substituir Ali na bateria quando os irmãos Score tiveram um desentendimento. Pouco tempo depois Mark Edmondson saiu para dar seu lugar a Ali que retornara a banda; e pouco depois Woo deixou a banda e foi substituído pelo então adolescente de dezessete anos Paul Reynolds, que tinha sido um amigo próximo de Edmondson, a mando de Maudsley; criando assim a formação clássica da banda. Inicialmente, eles estavam a procura de um vocalista, porém, quando estavam escrevendo suas primeiras músicas, Mike como compositor das primeiras canções, cantava querendo mostrar como ele achava que seria melhor a música, então Frank sugere para que ele seja o vocalista, Mike não aceita de início pois já era tecladista da banda, mas descobre que se enquanto estiver cantando ele pode segurar uma nota, fica melhor, então acaba aderindo e vira o vocalista oficial da banda. Depois de praticarem alguns dias em cima do salão de cabeleireiro de Score e Maudsley, a banda começou a tocar em alguns clubes e eventualmente conseguiu um contrato com uma gravadora.
Eles gravaram sessões de rádio para a Rádio 1 de John Peel em 6 de maio de 1981, que foi ao ar seis dias depois. Eventualmente, sob a administração de Harry Maguire, Tommy Crossan e Mick Rossi todos os diretores da Checkmount Limited, eles começaram a lançar singles através da Jive Records. O grupo lançou seu single de estréia "Talking" (produzido por Nelson), no selo Cocteau de Bill Nelson. Eles então assinaram com a gravadora Jive, distribuída pela CBS, onde lançaram seu segundo single "Telecommunication". O single também foi produzido por Nelson e se tornou um hit do clube. Seu terceiro lançamento foi o EP "Modern Love is Automatic". Originalmente lançado como EP de 4 faixas tanto em 7 "quanto em 12", a edição de 12 "logo foi reeditada adicionando "Telecommunication".
Este EP de 5 faixas também foi seu primeiro lançamento nos EUA. Em 1982, o quarto single do grupo "I Ran ( So Far Away)", produzido por Mike Howlett, o ex-baixista da banda Gong, se tornou um sucesso mundial, alcançando o número 1 na Austrália e o Top 10 nos EUA e Nova Zelândia. Seu álbum de estreia e single "Space Age Love Song" foram ambos bem sucedidos.
Seu álbum, A Flock Of Seagulls, recebeu boas críticas após seu lançamento e significativa transmissão de rádio. Em sua resenha retrospectiva para o AllMusic, Tom Demalon deu ao álbum 4.5 estrelas, chamando-o de "...muito divertido e uma maravilhosa coleção de [músicas] new wave para se ouvir". A banda, e particularmente este álbum, foram influentes durante a década de 1980, por sua imagem  e também por suas técnicas de produção, que em certo momento conquistaram o respeito do produtor musical Phil Spector, que nos anos 80 chamou o álbum de "fenomenal". 

### 1983: Listen e o pico de popularidade
No final de 1982, a banda finalmente encontrou grande sucesso em seu país natal com "Wishing (If I Had a Photograph of You)", o primeiro single do próximo álbum Listen, que alcançou o Top 10.
A música ''Wishing (If I Had a Photograph of You)'', tem uma história interessante, quando a banda estava em turnê nos Estados Unidos, Mike teve um curto romance com uma garota que tinha uma polaroid e perguntou se poderia ter uma foto dela, então a garota disse que se ele tivesse a foto ele iria embora e aquele romance seria esquecido e sido em vão, e logo depois eles se separam e Mike então, escreve a canção, dizendo que desejaria ter uma foto da garota para se lembrar da mesma.
Mais tarde, a banda foi elogiada por ter quebrado o chão para outros atos musicais durante o advento da área de vídeo musical, mas, como se viu, 1982 foi o ano de pico de seu sucesso comercial e crítico.
Seu novo álbum, Listen, lançado em 1983 recebeu críticas positivas. Tom Demalon, da AllMusic, achava retrospectivamente que o álbum era "estéril" e inconsistente, ele achou o sucesso "Wishing (If I Had a Photograph of You) ser de multicamadas e hipnóticas" enquanto também elogiava os "Nightmares" e "Transfer Affection".
No fim de semana do Memorial Day, após um show feito em Paris no dia 27 de maio, a banda voltou para os Estados Unidos e no sábado, 28 de maio de 1983, A Flock of Seagulls se apresentou no US Festival junto com Oingo Boingo, Men at Work e outros. O vocalista da banda Mike Score se recorda de antes de subir no palco ter feito cerca de 6 horas de entrevistas com os jornalistas e de ter falado com seu amigo que também tocaria no show, Eddie Van Halen.
No mesmo ano dia 23 de julho de 1983, A Flock Of Seagulls se apresentaram no Estádio Memorial Holleder junto com outras bandas como The Police, The Fixx, Joan Jett, Simple Minds e Ministry, sendo assistidos por uma multidão gigante. A banda também começou a fazer várias turnês acompanhando a banda The Police a partir do final de 1982. Mais três singles foram lançados para Listen em 1983, incluindo uma versão regravada de seu single de estreia "(It's Not Me) Talking", mas eles foram apenas pequenos sucessos no Reino Unido e no exterior.   

### 1984: The Story Of A Young Heart e a saída de Reynolds
Após uma falta de interesse em continuar fazendo canções que abordam temáticas futuristas, a banda se arriscou em um novo estilo, querendo fazer um álbum conceitual baseado em emoções, como suicídio e também sobre desilusão amorosa. Nessa época todos os membros estavam musicalmente mais evoluídos e eles contavam com o produtor musical Steve Lovell para a produção do mesmo. O álbum tinha muito mais a presença de guitarra e um som muito mais polido.
Em 1984 Mike havia perdido um amigo muito próximo, que conhecia desde a infância, ele havia cometido suicídio e isso mexeu muito com o jovem vocalista que disse que as músicas se ‘’escreveram sozinhas’’, ele chegava mais cedo no estúdio, antes de todos os outros membros da banda e ficava até mais tarde, sempre se concentrando em escrever as novas músicas, a canção ‘’Remember David’’ escrita por ele retrata toda a sua dor pela perda de seu amigo.
Nessa época os membros estavam cada vez mais distantes, eles entravam no estúdio e ensaiavam suas músicas e logo depois eles se separavam e iam fazer outras coisas. Mesmo com os diversos problemas, eles se empenharam em criar o novo álbum, e criaram um álbum de sucesso moderado, tendo três singles, "The More You Live, The More You Love", "Never Again (The Dancer)" e "Remember David". Esses dois últimos tiveram um sucesso moderado em alguns países europeus, mas isso por conta de terem sido pouco divulgados como single; em contrapartida o single "The More You Live, The More You Love" teve um maior desempenho, chegando ao top 10 e 40 das rádios americanas e top 40 no Reino Unido, tendo uma grande repercussão nas rádios e na MTV.
Durante a turnê da banda, Reynolds começou a se envolver com drogas e seus problemas foram ficando cada vez mais graves com o passar do tempo, até que no meio da turnê ele acabou deixando a banda por conta de seus problemas contra as drogas e por segundo o vocalista Mike Score em uma entrevista feita na época dele ''ter perdido o interesse na música''. A turnê foi encerrada mais cedo após a saída de Paul.

### 1985 – 1986: Nova formação, Dream Come True e separação
Reynolds foi substituído por Gary Steadman, ex-guitarrista do Classix Nouveaux e também um novo integrante ingressou na banda, Chris Chryssaphis como tecladista, deixando assim o vocalista Mike Score apenas no vocal e na guitarra de apoio. Ambos ficariam na banda para a gravação e lançamento do próximo álbum, intitulado Dream Come True, que segundo alguns relatos, não deveria ser um álbum da banda e sim o álbum de estreia da carreira solo de Mike Score. O álbum foi lançado em 1985 no Reino Unido e em 1986 nos EUA, o álbum não atingiu seu público em ambos os lados do Atlântico e, portanto, foi um fracasso comercial. Dan LeRoy, da AllMusic, observou retrospectivamente que as canções eram "sem vida". Um crítico da People considerou a composição do álbum "ineficaz" e o próprio álbum "toda fórmula e florescer sem substância". Por conta das críticas negativas e um fracasso de vendas o grupo se separou.

### 1988 – 1998: Diversas formações e The Light at the End of the World
A formação da banda teve uma modificação completa em 1988, na Filadélfia, com uma formação composta por Mike Score sendo o único membro da formação clássica, juntamente com vários músicos locais; composto pelos guitarristas Ed Berner e Dave Maerz, o baixista Mike Radcliffe, o tecladista Mike Railton e os bateristas Kaya Pryor e Jonte Wilkins. Esta formação expandiu-se no ano seguinte para incluir o baterista Mike Marquart;  mas foi então reduzida a uma banda de cinco membros composta por Score, Berner, Pryor, Radcliffe e Railton; e foi essa formação que lançou o single "Magic" no mesmo ano.
Em 1994, a formação da banda mudou novamente; desta vez para uma formação composta por Score, Berner e novos recrutas A.J. Mazzetti (bateria) e Dean Pichette (baixo). 
Esta formação gravou o álbum The Light at the End of the World em 1995, o álbum foi lançado apenas nos Estados Unidos, seu som é muito polido e muito produzido, um vídeo promocional foi lançado junto com um VHS de single deste álbum, o principal single foi "Rainfall" que não fez sucesso, foi uma tentativa mal sucedida de inserir a banda nos anos de 1990, uma era dominada pelo Grunge, o álbum foi mal visto pelos críticos que o chamaram de "tedioso" e "embaraçante", porém os fãs falam que o álbum foi "mal interpretado" pelos críticos.
Mike afirma que o estavam pressionando para lançar mais um álbum, disse em entrevista: “Muitas pessoas vinham me pressionando para fazer um álbum, e eu não estava no meu melhor naquele momento. Esse álbum sou eu, 'OK, aqui está um álbum, agora vá embora!' New Wave tinha dado um grande mergulho, eu não estava totalmente confiante e fiz um recorde para que pudesse limpar um pouco os decks. Não é o melhor álbum, mas há algumas músicas boas nele.”

### 1998 – 2018: Anos de turnê e Ascencion
Em 1998, Berner, Mazzetti e Pichette deixaram a banda e foram substituídos por Joe Rodriguez, Darryl Sons e Rob Wright, respectivamente. Em 1999, a banda regravou a música Madonna "This Used to Be My Playground" para o álbum de homenagem de 2000 da Madonna, The World's Greatest 80s Tribute, para Madonna. Em novembro de 2003, a formação original de Mike e Ali Score, Paul Reynolds e Frank Maudsley se reuniram para uma performance única na série VH1 Bands Reunited. Em setembro de 2004, eles se reformaram novamente e fizeram uma breve turnê nos Estados Unidos. Embora a turnê continuasse a ser anunciada como a "formação original", mais tarde os shows não incluíam mais a banda original, isso porquê os problemas que surgiram em seis anos quando a banda começou, surgiram em algumas semanas, mas ainda havia magia da velha banda ali;  mas foi a continuação de Mike Score da banda mais nova; que por esta altura consistia em Score, Rodriguez e novos recrutas Michael Brahm (bateria) e Pando (baixo). Em 2005, esta versão do grupo estrelou a versão americana do programa de entretenimento Hit Me Baby, One More Time, onde tocaram "I Ran" e um cover da música de Ryan Cabrera, "On The Way Down" para uma chance de tem US $ 20.000 doados para uma instituição de caridade de sua escolha.

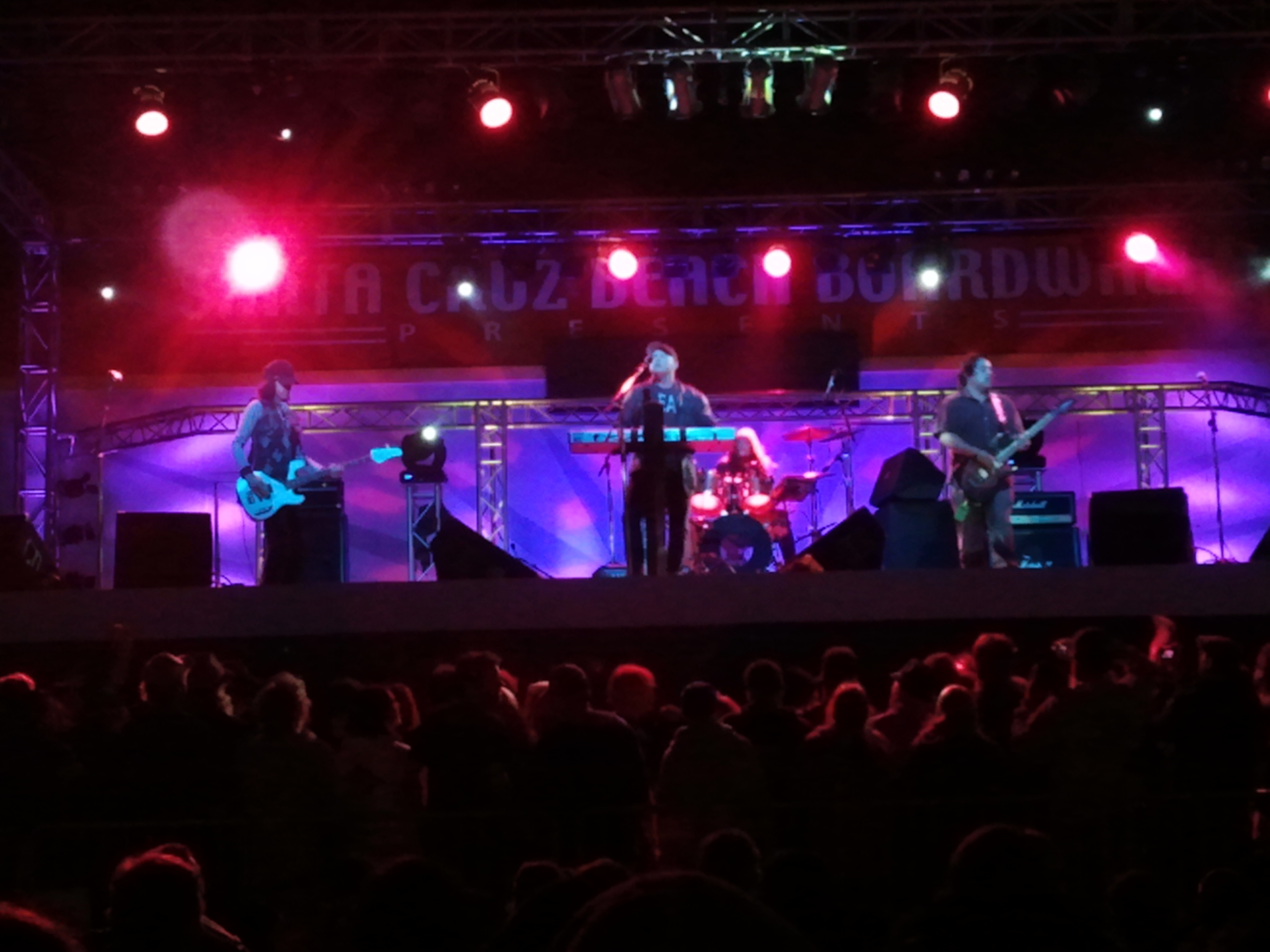
A Flock Of Seagulls ao vivo em 2012.

Em junho de 2011, os ex-membros Frank Maudsley e Paul Reynolds se apresentaram no festival de música Croxteth Park, Liverpool, sob o nome 'A Flock of Seagulls'.
Em 4 de fevereiro de 2013, Mike Score informou através de sua conta do YouTube que estava começando uma carreira solo. Ele lançou os singles "All I Wanna Do" em fevereiro de 2013 e "Somebody Like You" em janeiro de 2014. No final de julho de 2013, após uma apresentação no sul da Califórnia, Mike Score disse ao Los Angeles Daily News que a van alugada da banda continha $ 70.000 de equipamentos e os discos rígidos que armazenaram as faixas de seu álbum solo Zeebratta foram roubados de um Comfort Inn. Enquanto isso atrasou o lançamento do álbum, ele foi capaz de reconstruí-lo com arquivos de música de sua casa na Flórida. O Zeebratta foi finalmente lançado em 1 de março de 2014.
Em meio aos shows promovidos pela banda com o passar dos anos, fazendo turnês com outras bandas de diversas partes do mundo, em especial, Mike se recorda de sair com Van Halen, conversar com o guitarrista lendário e de Eddie dizer que admirava sua banda.
Kevin Rankin substituiu Brahm na bateria em 2016, e Gordon Deppe - da banda canadense Spoons - substituiu Joe Rodriguez em dezembro de 2017.
Em 3 de maio de 2018, foi anunciado que os quatro membros originais da banda se reuniriam novamente para gravar um novo álbum intitulado Ascension, sua primeira gravação em estúdio desde 1984. Apresentando a Orquestra Filarmônica de Praga, será um álbum de 10 faixas composto por músicas exclusivas. versões de seus sucessos anteriores e uma nova música. O videoclipe de "Space Age Love Song" estreou no YouTube em 6 de junho, e um EP de cinco faixas que apresenta cinco versões da música foi lançado digitalmente dois dias depois.
O álbum foi lançado digitalmente e em lojas físicas em 6 de julho, mas cópias físicas estavam disponíveis on-line duas semanas antes. Em dezembro de 2018, a versão orquestral de "I Ran" foi lançada como single.
O site Cryptic Rock deu à Ascension uma classificação perfeita de cinco estrelas, dizendo: "é uma grande produção que é maravilhosamente gravada, produzida e masterizada" e "mantém a magia das músicas originais, mas ao mesmo tempo interpõe novas dinâmicas graças à Orquestra Filarmônica de Praga". Paul Scott-Bates de Louder Than War declarou que é "um bom álbum sólido" e tinha uma afinidade com "I Ran (So Far Away)", escrevendo que a Filarmônica de Praga "adiciona um ar de grandioso ... e torna a música um espetáculo dramático. Como abertura para o álbum, realmente não poderia ser muito melhor ".
Aaron Badgley, da Spill Magazine, escreveu que a banda ainda "toca extremamente bem juntos e a unidade central é tão apertada como sempre foi" e "a orquestra oferece um novo aspecto a essas músicas".
Desde a composição do álbum Ascension, Mike revela que tenta reunir a formação original para uma turnê: “Há espaço para fazer um tour. Se a oferta certa surgir, veremos como vai a vibe. Eu adoraria olhar através do palco para ver Paul e Frank - depois olhar para trás e ver meu irmão me olhando carrancudo como sempre fazia! Adoraria sentir essa eletricidade de novo e acho que poderia ser assim. ” diz ele, ''Fazer a Ascensão trouxe de volta muitas memórias, de quando estávamos em nossa sala de ensaios há 35 anos.”

### 2019 – presente: Inflight e String Theory

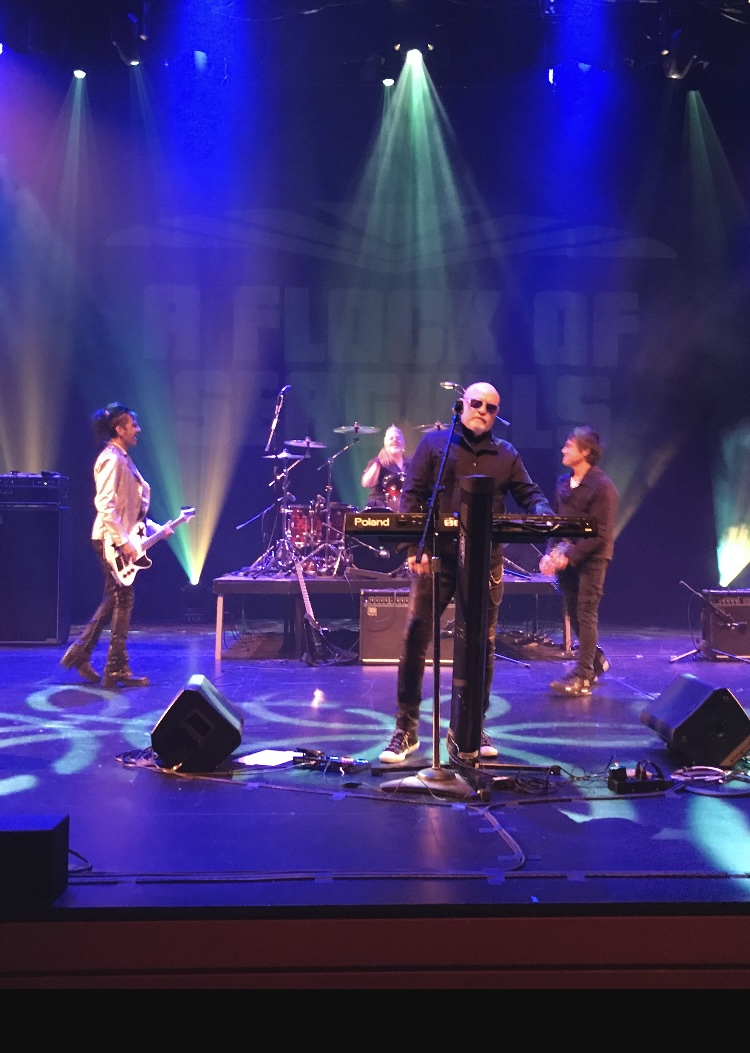
A Flock Of Seagulls em 2024.

Em 12 de julho de 2019, os membros originais se reuniram de novo para mais um álbum, Inflight (The Extended Essentials), desta vez, a banda re-trabalha seus sucessos originais e os estende em um estilo remix de 12 ”dos anos 80. Dez novas gravações, expandidas para preencher a imaginação dos sonhadores em todo o mundo, que já está disponível em lojas físicas e digitais.
Numa entrevista feita em 2019 para a revista Classic Pop, Mike diz que está preparando um novo álbum que por enquanto está intitulado de ''Space Boy'', mas que ainda não tem data para lançamento, Mike disse em entrevista: “Tenho entre 100 e 200 músicas”, diz Mike. “O problema é que eu poderia escrever uma música hoje, mas amanhã não estarei interessado nela. Você acaba com uma lista de pendências onde você pensa, 'Oh, eu terei que terminar isso um dia.' Eu não forço uma música. Se eu ficar preso, vou jogar um jogo ou assistir Star Trek ou sair e comprar alguns sapatos! ”. Porém, de acordo com Mike, ele não tem certeza se suas dezenas de músicas compostas se tornarão um álbum solo ou mais um disco de A Flock Of Seagulls, isso apenas Mike dirá.
No dia 10 de maio de 2021 a banda anunciou por meio de suas redes sociais que irão lançar um novo álbum orquestral, novamente junto com a Orquestra Filarmônica de Praga, que terá o nome de String Theory. Esse álbum contará com outros dos maiores sucessos da banda, como Messages, Remember David e Say You Love Me, esse último que será o single principal, o novo álbum está previsto para ser lançado em 20 de agosto deste ano.
Em 23 de julho de 2021 o primeiro single do álbum, intitulado Say You Love Me, foi lançado nas plataformas digitais com 7 versões diferentes e um vídeo clipe foi lançado no YouTube.
No dia 9 de agosto de 2024, a banda anuncia seu primeiro álbum de músicas inéditas desde The Light At The End Of The World, lançando o single intitulado Some Dreams. O sexto álbum de inéditas será lançado dia de dezembro de 2024 e se chamará Some Dreams. A formação atual da banda conta com Mike Score nos vocais, Pando no baixo, Gordon Deppe (The Spoons) na guitarra e Kevin Rankin na bateria.

## Legado
Seu estilo dramático atraiu muitas críticas e paródias, mas a banda também foi reconhecida como um ato pioneiro, capturando o espírito de seu tempo, particularmente com o trabalho de guitarra de Paul Reynolds e sucessos sonoros em várias camadas como "Space Age Love Song". "Telecommunication" e "Modern Love Is Automatic".
As referências na cultura pop, como o corte de cabelo de Chandler Bing  em Friends, jogos eletrônicos ('I Ran' foi destaque em Grand Theft Auto: Vice City e Guitar Hero Encore: Rocks the 80s,  ''Space Age Love Song'' apareceu no Grand Theft Auto: Vice City Stories e tocava na rádio Wave 103), filmes (a banda e o corte de cabelo são referenciados em Pulp Fiction, XMen e The Wedding Singer e Homem-Aranha: Longe de Casa), desenhos (o single 'I Ran' é trilha sonora do mini episódio "Correndo Por Prazer" de Apenas Um Show), a reputação da banda e trouxe a mesma para uma nova legião de fãs.
A banda também é conhecida por criar um álbum conceitual de sucesso, sua estréia, que alude a uma invasão alienígena da Terra.  O escritor da Billboard, Robert Christgau, aplaudiu suas "letras mecânicas, sobre um fim mecânico do mundo", enquanto observava o "prazer auditivo" tanto do álbum de estréia da banda quanto do acompanhamento. 
Além disso eles estabeleceram um som de assinatura que não apenas deu origem a vários contemporâneos - Depeche Mode, Fixx, Erasure e Yazoo entre eles - mas também estabeleceu o modelo para muito do que define o pop contemporâneo, a dance music e a eletrônica nos dias de hoje. 
O vídeo de "I Ran" foi de baixo orçamento (mesmo para a época), mas teve enorme sucesso, e é bem lembrado em parte devido à sua forte rotação na MTV.
"I Ran (So Far Away)" rendeu à banda a 2ª posição na lista "Top 100 One Hit Wonder Of The 80′s (100 melhores bandas de um hit só dos anos 80)" do canal VH1. Esta lista foi feita em 2009.

## Influência e fonte de inspiração
As bandas que influenciaram o A Flock Of Seagulls são principalmente David Bowie, Brian Eno, Kraftwerk, Roxy Music, New York Dolls, Be Bop Deluxe, Neu!,Gary Glitter, Marc Bolan, Sex Pistols, Silver Apples, Small Faces, The Stranglers, The Doors, The Kinks, The Velvet Underground, The Who, Gary Numan, Bill Nelson, The Beatles, Queen e Pink Floyd.
Seu estilo e potencial musical influenciou principalmente na música eletrônica, dance music e pop. Abaixo, segue-se uma lista de bandas que foram influenciadas, muito ou pouco, por A Flock Of Seagulls.
The Cars, Depeche Mode, The Cure, Thompson Twins, Eurythmics, The Human League, New Order, Tears for Fears, Gary Numan, Pseudo Echo, Duran Duran, Erasure, David Sylvian, Thomas Dolby, ADULT.B-Movie, Camouflage, Classix Nouveaux, Cybotron, Juan Atkins, Ladytron, Mark Renner, Rubber Rodeo, Spandau Ballet, The Fixx, Yazoo, Talk Talk e The Faint.
Suas músicas também foram regravadas ou homenageadas em show por outros artistas, segue uma lista de acontecimentos sobre a canção ''I Ran (So Far Away)''.
Tori Amos cobriu a música em sua Original Sinsuality/Summer Of Sin Tour em Denver, durante o Piano Bar Time. Sua versão foi lançada com o restante do show no terceiro CD do The Original Bootlegs.
Bowling for Soup cobriu a música para o relançamento de 2003 do álbum Drunk Enough to Dance e do single "Punk Rock 101". Tanto a capa original quanto a punk são a música-tema da versão dublada americana de Saint Seiya, também conhecida como Cavaleiros do Zodíaco. A capa também é destaque no filme Van Wilder do National Lampoon: Freshman Year.
Hidden in Plain View gravou a música no álbum de compilação de covers Punk Goes 80's.
Darude e Blake Lewis lançaram uma capa em 2008.
Nickelback cobriu essa música durante várias datas de sua turnê no Dark Horse em 2010, com o guitarrista Ryan Peake cantando os vocais principais.
O refrão da música serviu de base para o refrão da peça musical de Lonely Island "Iran So Far".
"I Run", de Slim Thug, que aparece em seu álbum Boss of All Bosses, de 2009, interpola a música.
Em 2015, Corey Taylor, vocalista do Slipknot, cantou ''I Ran'' em um show na Electro Pool Party no Hard Rock Hotel Las Vegas.

## Membros

### Membros atuais
- Mike Score – vocal, teclado, guitarra (1979–86, 1988–presente)
- Gordon Deppe – guitarra líder (2017–presente)
- Kevin Rankin – bateria (2016–presente)
- Pando – guitarra baixo (2004–presente)

### Ex-membros
- Frank Maudsley - guitarra baixo (1979-1986, 2003, 2004, 2018)
- Ali Score - bateria (1979, 1979-86, 2003, 2004, 2018)
- Paul Reynolds - guitarra líder (1979-1984, 2003, 2004, 2018)

- Willie Woo - guitarra líder (1979)
- Mark Edmondson - bateria (1979)
- Chris Chryssaphis - teclados (1984-1985)
- Gary Steadman - guitarra líder (1984-1985)
- Ed Berner - guitarra líder (1988-1998)
- Dave Maerz - guitarra líder (1988-1989)
- Kaya Pryor - bateria, percussão (1988–1994)
- Mike Radcliffe - guitarra baixo (1988-1994)
- Mike Railton - teclados (1988-1994)
- Jonte Wilkins - bateria (1988-1989)
- Mike Marquart - bateria (1989)
- A.J. Mazzetti - bateria (1994-1998)
- Dean Pichette - guitarra baixo (1994-1998)
- Joe Rodriguez - guitarra líder (1998–2017)
- Darryl Sons - bateria (1998–2004)
- Rob Wright - guitarra baixo (1998–2004)
- Robbie Hanson - guitarra baixo (1999-2006)
- Albert Cruz - bateria (2001-2006)
- Michael Brahm - bateria (2004 a 2016)

## Discografia

### Álbuns de estúdio
- A Flock of Seagulls (1982)
- Listen (1983)
- The Story of a Young Heart (1984)
- Dream Come True (1985)
- The Light at the End of the World (1995)
- Some Dreams (2024)

### Álbuns orquestrais
- Ascension (2018)
- String Theory (2021)

### Álbuns ao vivo
- A Flock of Seagulls – Live (1982)
- I Ran (1999)

### Álbuns de compilação
- The Singles (1985)
- The 12" Singles (1985)
- The Best of A Flock of Seagulls (1987)
- Telecommunications (1992)
- The Best Of (1993)
- 20 Classics of the 80's (1995)
- Wishing (1996)
- The Best of A Flock of Seagulls (1998)
- Greatest Hits Remixed (1999)
- Platinum & Gold Collection (2003)
- Essential New Wave (2003)
- I Ran: The Best of A Flock of Seagulls (2004)
- Best Of A Flock Of Seagulls (2006)
- We Are the 80's (2006)
- Along The Avenue (2006)
- Space Age Love Songs (2008)
- Playlist: The Very Best of A Flock of Seagulls (2008)
- Wishing: The Very Best (2015)
- Remixes & Rarities (2017)

## EPs
- Modern Love Is Automatic (1981)
- Magic (1989)
- Space Age Love Song (2018) (Com a Orquestra Filarmônica de Praga)
- I Ran (So Far Away) (2018) (Com a Orquestra Filarmônica de Praga)

## Singles
- "Telecommunication" (1981)
- ''Modern Love Is Automatic'' (1981)
- "I Ran (So Far Away)" (1982)
- "Space Age Love Song" (1982)
- "Wishing (If I Had a Photograph of You)" (1983)
- "Nightmares" (1983)
- "Transfer Affection" (1983)
- "(It's Not Me) Talking" (1983)
- "The More You Live, The More You Love" (1984)
- "Never Again (The Dancer)" (1984)
- "Remember David" (1984)
- "Who's That Girl (She's Got It)" (1985)
- "Heartbeat Like a Drum" (1986)
- "Magic" (1989)
- "Burnin' Up" (1995)
- "Rainfall" (1996)
- " Space Age Love Song" (versão com orquestra) (2018)
- "I Ran (So Far Away)" (versão com orquestra) (2018)
- "Wishing (If I Had a Photograph of You)" (versão com orquestra) (2019)

## Vídeos promocionais
- "I Ran (So Far Away)" (1982)
- "Space Age Love Song" (1982)
- "Wishing (If I Had a Photograph of You)" (1982)
- "Nightmares" (1983)
- "Transfer Affection" (1983)
- "(It's Not Me) Talking" (1983)
- "Never Again (The Dancer)" (1984)
- "The More You Live, the More You Love" (1984)
- "Who's That Girl? (She's Got It!)" (1985)
- "Heartbeat Like a Drum" (1986)
- "Rainfall" (1996)
- "Space Age Love Song" (2018) (Com a Orquestra Filarmônica de Praga)

## Vídeos de shows ao vivo
- A Flock of Seagulls Video 45 (1983) para VHS - turnê
- Through the Looking Glass (1984) para VHS - documentário
- A Flock of Seagulls - The Best Of (1990) para VHS - compilado de vídeos promocionais
- A Flock of Seagulls - Rainfall (1996) para VHS - vídeo promocional
- A Flock of Seagulls - Messages - Live (2010) para DVD - show ao vivo de 1983

## Prêmios

### Certificados RIAA
Informações retiradas da base de dados da RIAA.
- A Flock Of Seagulls disco de ouro (RIAA - 2 de dezembro de 1982)

### Certificados RMNZ
Informações retiradas da base de dados da RMNZ.
- A Flock Of Seagulls disco de ouro (RMNZ - 13 de março de 1983)

### Certificados Music Canada
Informações retiradas da base de dados da Music Canada.
- A Flock Of Seagulls disco de platina (Music Canada - 1º de fevereiro de 1984)
- A Flock Of Seagulls disco de ouro (Music Canada - 1º de setembro de 1982)
- Listen disco de ouro (Music Canada - 1º de fevereiro de 1984)

### Certificados BPI
Informações retiradas da base de dados da Indústria Fonográfica Britânica.
- A Flock Of Seagulls disco de prata (BPI - 13 de janeiro de 1983)
- I Ran (So Far Away) disco de prata (BPI - 18 de outubro de 2019)
- Wishing (If I Had A Photograph Of You) disco de prata (BPI - 1º de janeiro de 1983)

### Award Shows
- D.N.A. —  Best Rock Instrumental Performance, Grammy Awards (1982) (vencedor)[68]
- A Flock Of Seagulls —  BEST VIDEO, SHORT FORM, Grammy Awards (1983) (indicação)[68]